# Česká bowlingová asociace

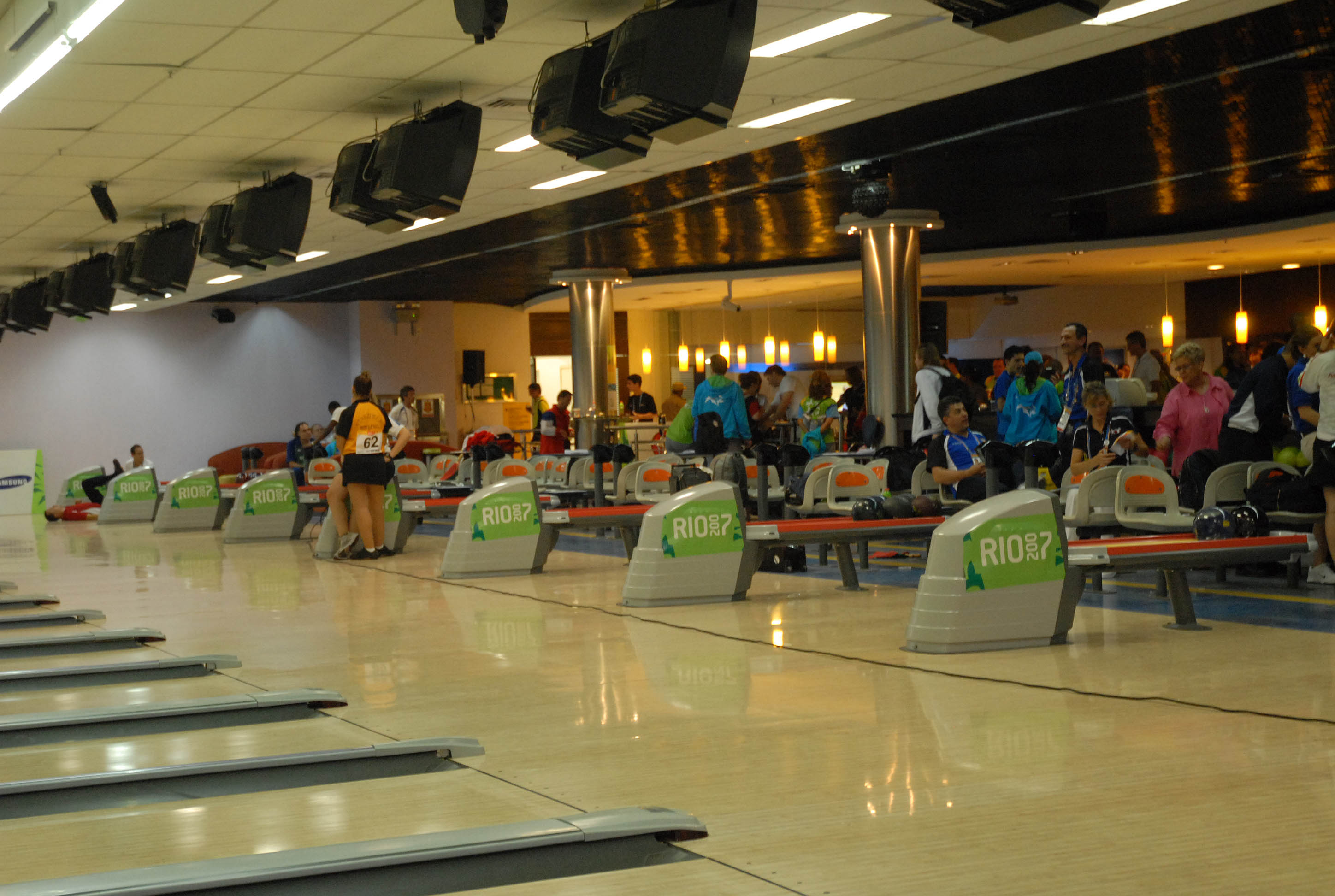
Momentka z bowlingového turnaje

Česká bowlingová asociace (ve zkratce ČBA) sdružuje a eviduje všechny amatérské hráče bowlingu v České republice, bez rozdílu výkonnosti a věku. Vzhledem k tomu, že je členem Evropské bowlingové federace (ETBF) a Světové bowlingové asociace Archivováno 1. 11. 2020 na Wayback Machine. (WTBA), které pořádají mistrovství Evropy, resp. světa v bowlingu, může na tyto soutěže nominovat české reprezentanty. V České republice pořádá mistrovské turnaje i dlouhodobé ligy a eviduje také bowlingové rekordy. Její sídlo je v Praze na Strahově v prostorách ČUS.

## Historie
V České republice existovala České kuželkářská asociace (ČKA). V roce 1997 vznikla v jejím rámci „Bowlingová sekce České kuželkářská asociace“. V červnu 2001 se její název změnil na Českou bowlingovou asociaci. Spolu s Českou kuželkářskou asociací je bowlingová asociace členy zastřešující kuželkářský sport – „České kuželkářské a bowlingové federace“ (ČKBF). Je začleněnou organizací v České unii sportu (ČUS) a Českém olympijském výboru (ČOV).

## Struktura
V čele asociace je prezident (od roku 2006 jím je Ing. Karel Vopička), který je spolu se dvěma viceprezidenty, předsedy komisí a předsedy regionů členy výkonného výboru. Komise, působící v asociaci a jejichž předsedové jsou členy výkonného výboru, jsou:
- Sportovně technická komise (STK)
- Disciplinární komise (DK)
- Komise pro mládež
- Trenérská komise
- Komise pro reprezentaci

Republika je navíc rozdělena do osmi regionů, v nichž se hrají regionální soutěže jednotlivců a družstev, a předsedové těchto regionů jsou také členy výkonného výboru. Regiony jsou:
- region Praha
- region Severní Čechy – Liberecký a Ústecký kraj
- region Východní Čechy – kraje Královéhradecký a Pardubický a část kraje Vysočina
- region Střední Čechy – Středočeský kraj
- region Jižní Morava – Jihomoravský kraj a část kraje Vysočina
- region Severní Morava – Olomoucký, Zlínský a Moravskoslezský kraj
- region Jižní Čechy – Jihočeský kraj
- region Západní Čechy – Plzeňský a Karlovarský kraj

## Pořádané soutěže a turnaje
Uděluje každý rok tituly Mistrů České republiky v soutěži jednotlivců, dvojic a družstev ve všech věkových kategoriích (junioři do 18 let, kadeti do 21 let či senioři nad 50 let věku).
Nominuje a vysílá reprezentační výběry České republiky v jednotlivých kategoriích na evropské a světové soutěže mužů, žen, seniorů i juniorů.
Pořádá každoročně turnajovou sérii PRESTIGE Tour, která slouží k nominaci na Mistrovství České republiky jednotlivců. Dále pořádá Mistrovství České republiky všech kategorií, národní kvalifikaci pro QubicaAMF World Cup.
Spoluorganizuje ligové soutěže tříčlenných družstev na celostátní i regionální úrovni – Českou bowlingovou ligu. Vítěz celostátního finále ČBL se může pyšnit titulem Mistra České republiky družstev. Podobně spoluorganizuje i Seniorskou bowlingovou ligu a samostatně organizuje Juniorskou bowlingovou ligu určenou pro hráče do 18 let a také nově Školní bowlingovou ligu.
Vede otevřený kalendář bowlingových turnajů, zpracovává výsledky a také spoluorganizuje turnajový Bodovací žebříček hráčů. V neposlední řadě eviduje oficiální české rekordy v bowlingovém sportu.

## Evidence rekordů
Asociace eviduje oficiální české rekordy dosažené v jedné hře, a také ve třech a šesti hrách následujících po sobě. Vede také statistiku hráčů, jež dosáhli v jedné hře minimálně 250 bodů (ti se sdružují ve „Strike klubu 250“), a také ty, kteří dosáhli „Perfect game“ (tedy nejvyšší možný bodový zisk v zápase – 300 bodů).